# Zonder titel (Eugène van Lamsweerde)
Aan de Europaboulevard in Amsterdam-Buitenveldert staat een titelloos kunstwerk.
De creatie van Eugène van Lamsweerde staat op een grasveld tussen twee flats aan genoemde straat, die het adres Weerdestein dragen. Het werk bestaat uit schijnbaar eendimensionale lijnen (horizontaal, verticaal en diagonaal), een tweedimensionaal vlak (enigszins rechthoekig met schuine punt naar beneden) en een driedimensionale kubus (schuingeplaatst). Het staketsel raakt op drie punten de grond. Het gebruikte materiaal is geslepen roestvast staal.